# سمیرا ردی
سمیرا ردی (انگلیسی: Sameera Reddy؛ زادهٔ ۱۴ دسامبر ۱۹۸۲) یک هنرپیشه اهل هند است. وی از سال ۲۰۰۲ میلادی تاکنون مشغول فعالیت بوده‌است.
از فیلم‌های معروف او می‌توان به بازی در فیلم ورود ممنوع اشاره کرد.

## فیلم‌شناسی
فهرست برخی از فیلم‌هایی که سمیرا ردی در آنها به ایفای نقش پرداخته‌است:
- ورود ممنوع
- مسابقه
- ستیز
- ضربه چپ و راست
- مسافر
- من قلبم را به شما دادم
- آخر حماقت
- نقشه
- خانه وحشت
- تاکسی شماره ۹۲۱۱
- لشکر فیل‌ها
- خاطرات در مه
- ناراسیمهودو
- آشوک
- طرح
- سگ‌های نیمه‌شب
- اصل
- دام